# Ninfa (biología)

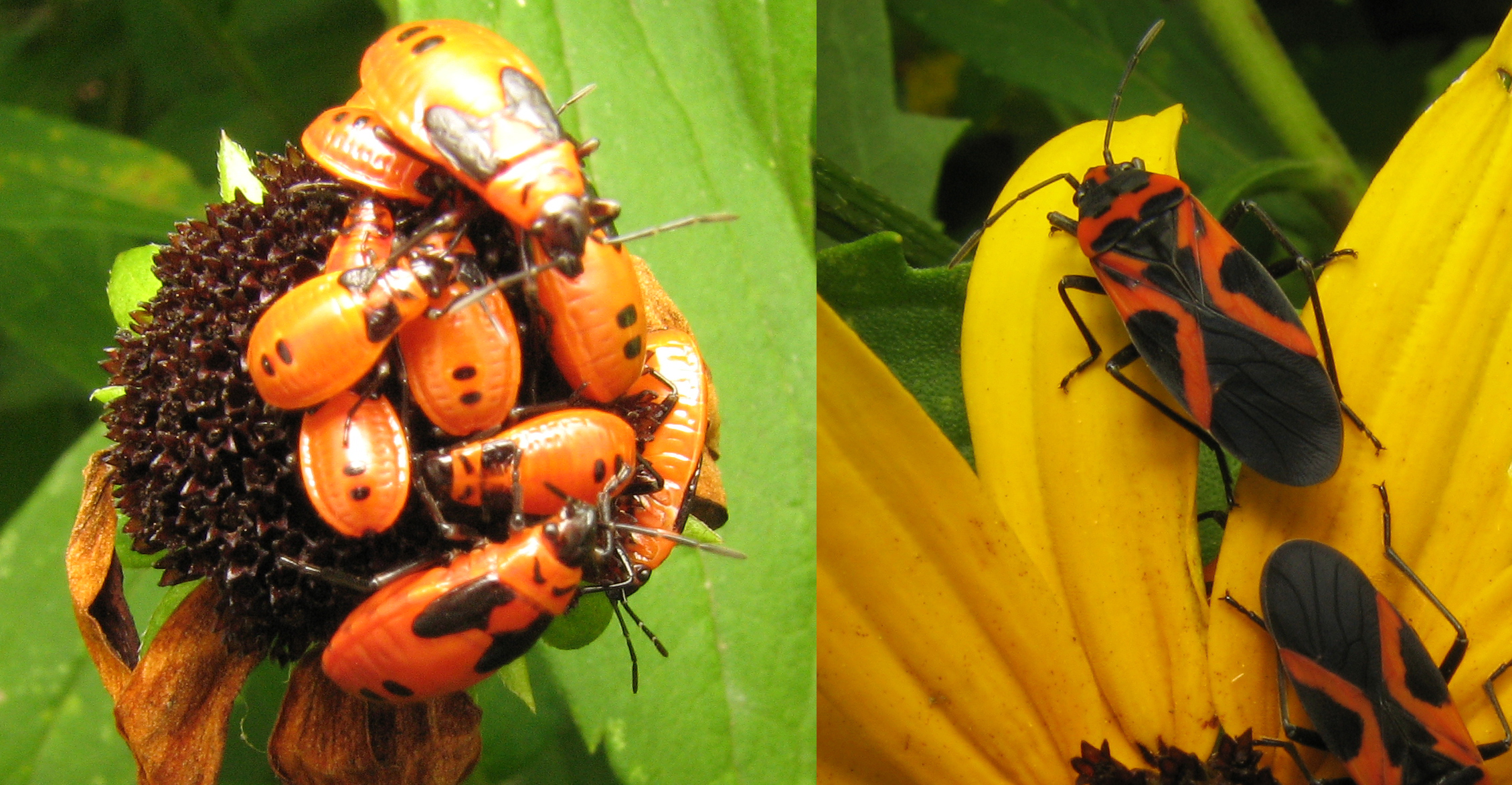
Ninfas e imagos de Lygaeus turcicus (Hemiptera).

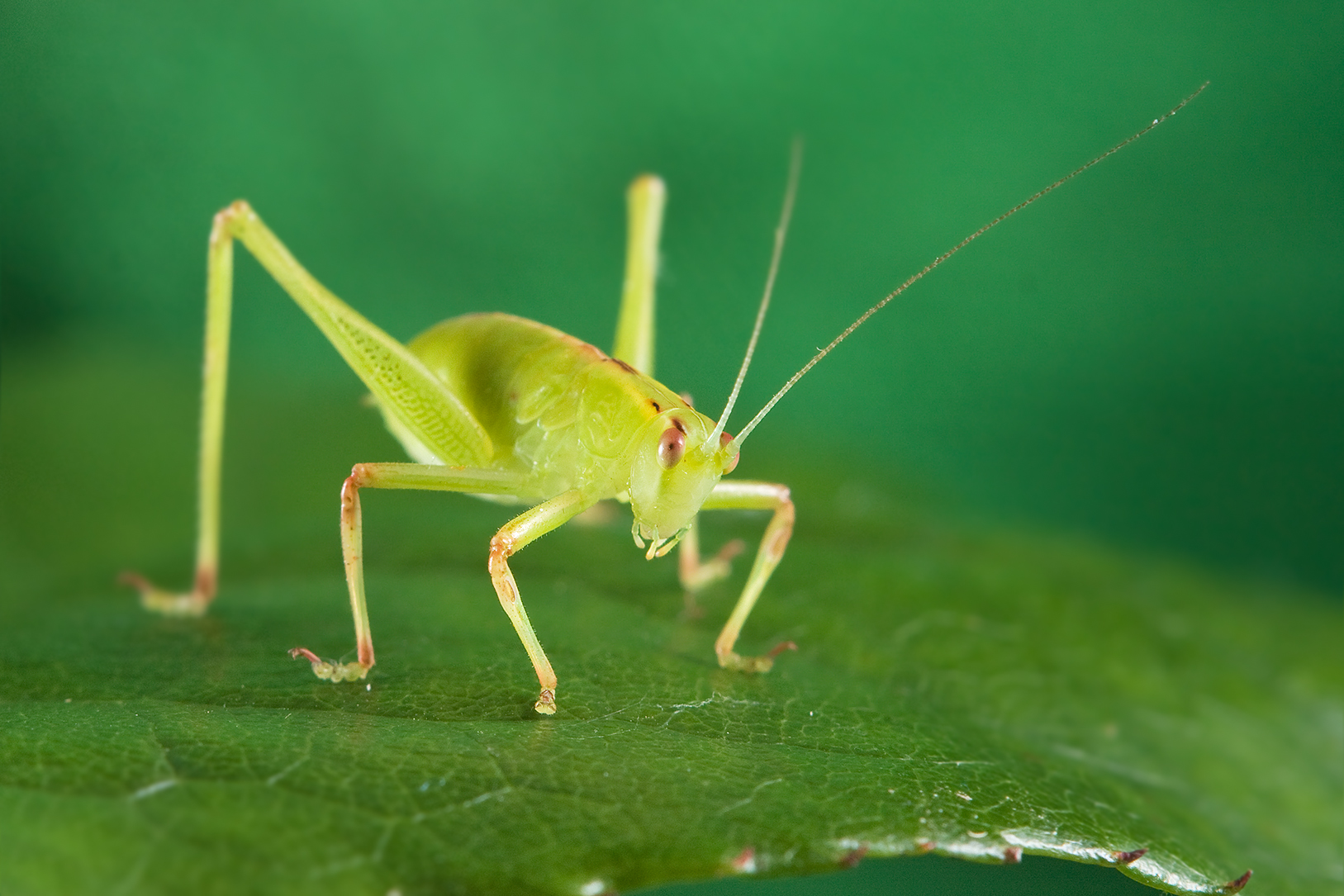
Ninfa temprana de saltamontes Caedicia simplex (Orthoptera).

En los insectos con metamorfosis sencilla (hemimetabolismo) y también en muchos otros invertebrados, se llaman ninfas a las etapas o estadios inmaduros que, a diferencia de las larvas, son similares a los adultos, de los que difieren por la falta de madurez de las gónadas (órganos sexuales productores de los gametos), por la pequeñez de los apéndices que se encuentran donde están las alas en el adulto —esbozos alares, en los insectos alados—, y en el tamaño, más pequeño. Pasan por mudas, llamadas ecdisis, entre cada estadio. El número de estadios suele ser fijo para cada especie. Las ninfas de algunas especies de Ephemeroptera pueden llegar a tener hasta 45 estadios.
Cuando los estadios inmaduros no muestran esbozos alares, se denominan neánidas.
El término larva se reserva para las fases juveniles de los grupos en los que existe metamorfosis completa, u holometabolismo. Las larvas se distinguen profundamente de los adultos, con anatomías internas y externas diferentes y a veces también hábitos alimentarios, etc., y pasan por el estadio de pupa antes de llegar a adultos.

## Órdenes de insectos con ninfas
Los órdenes de insectos con ninfas en sus fases juveniles son:
- Ephemeroptera (efímeras)
- Odonata (libélulas)
- Blattodea (cucarachas)
- Isoptera (termitas)
- Mantodea (mantis)
- Dermaptera (tijeretas)
- Plecoptera
- Orthoptera (langostas y saltamontes)
- Phasmatodea (insectos palo)
- Embioptera
- Zoraptera
- Grylloblattodea
- Mantophasmatodea
- Psocoptera (piojos de los libros)
- Thysanoptera (trips)
- Phthiraptera (piojos)
- Hemiptera (chinches, pulgones)

## Ninfas de garrapatas
En cada etapa de desarrollo ( larva, ninfa y adulto), las garrapatas deben beber al menos una vez la sangre de un huésped vertebrado antes de poder pasar a la siguiente etapa. Durante la succión a corto plazo, las garrapatas macho no se alimentan de sangre, sino que succionan una pequeña cantidad de líquido tisular. Las larvas se alimentan del huésped durante 2 a 5 días, después de lo cual desaparecen, mudan y se convierten en ninfas. A su vez, las ninfas vuelven a adherirse al huésped vertebrado durante 2-7 días, luego ocurre su metamorfosis y se convierten en adultos.
La fase ninfal del desarrollo de las garrapatas se puede representar por 1-3 estadios. Así, las garrapatas que tienen cierta edad suelen denominarse protoninfas, deutoninfas y tritoninfas. Antes de la transición de una edad a otra, las garrapatas caen en un estado latente por un tiempo y luego mudan. Las tres edades de ninfas enumeradas anteriormente están presentes en las garrapatas de Caparazón y Argas. En los sarcoptoides (ácaros de las plumas, ácaros de la harina, ácaros peludos) solo se conservan dos estadios obligatorios (1 y 3) y un estadio opcional (2), los ácaros teranicoides también suelen tener solo dos estadios ninfales.
La protoninfa (ninfa de la primera edad) se caracteriza por la "adquisición" del cuarto par de patas, sobre las cuales y alrededor de las cuales hay un pequeño número de cerdas. La protoninfa también tiene una abertura genital con un par de tentáculos genitales y cerdas genitales. Los órganos laterales se pierden. La deutoninfa (ninfa de la segunda edad) se distingue por el aumento del armamento de las extremidades con setas, su número aumenta y ya están presentes en todos los segmentos del cuarto par de patas. Además, se forman un total de 2 pares de tentáculos genitales y tres pares de setas genitales. En los ácaros acaroides también se suele distinguir la fase hipopus, o deutoninfa heteromórfica, que se forma en condiciones desfavorables para el desarrollo, carece de órganos bucales y existe sin alimentarse. La finalidad de la existencia del hipopus es asegurar la supervivencia de la especie. La tritoninfa (ninfa de la tercera edad) se caracteriza por la aparición de un tercer par de tentáculos genitales y varias setas adicionales. También hay una adición al armamento táctil de todas las piernas y tegumentos del cuerpo.

## Ninfas de insectos alados

### Ninfas de libélula

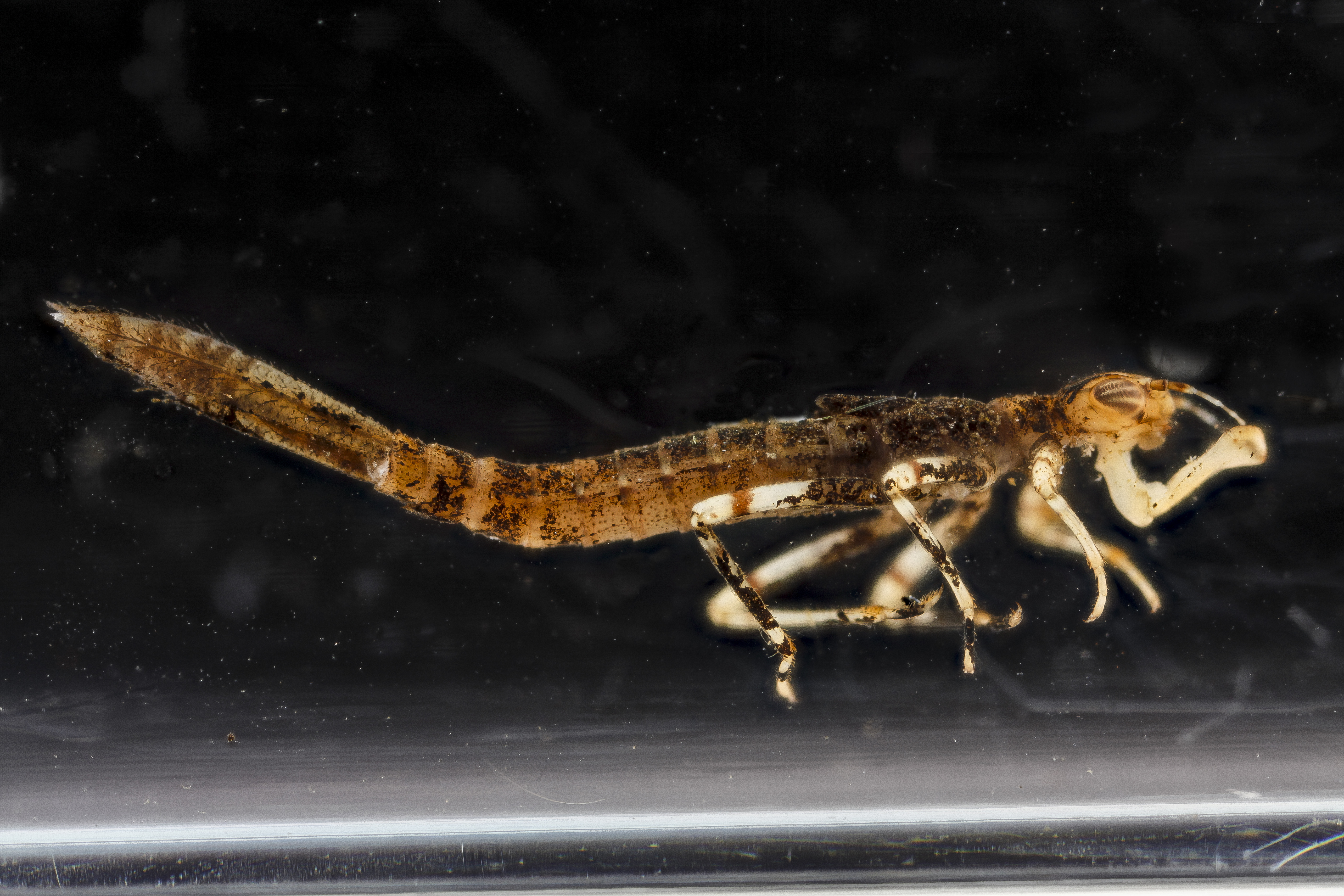
Larva de libélula. La máscara de captura es claramente visible.

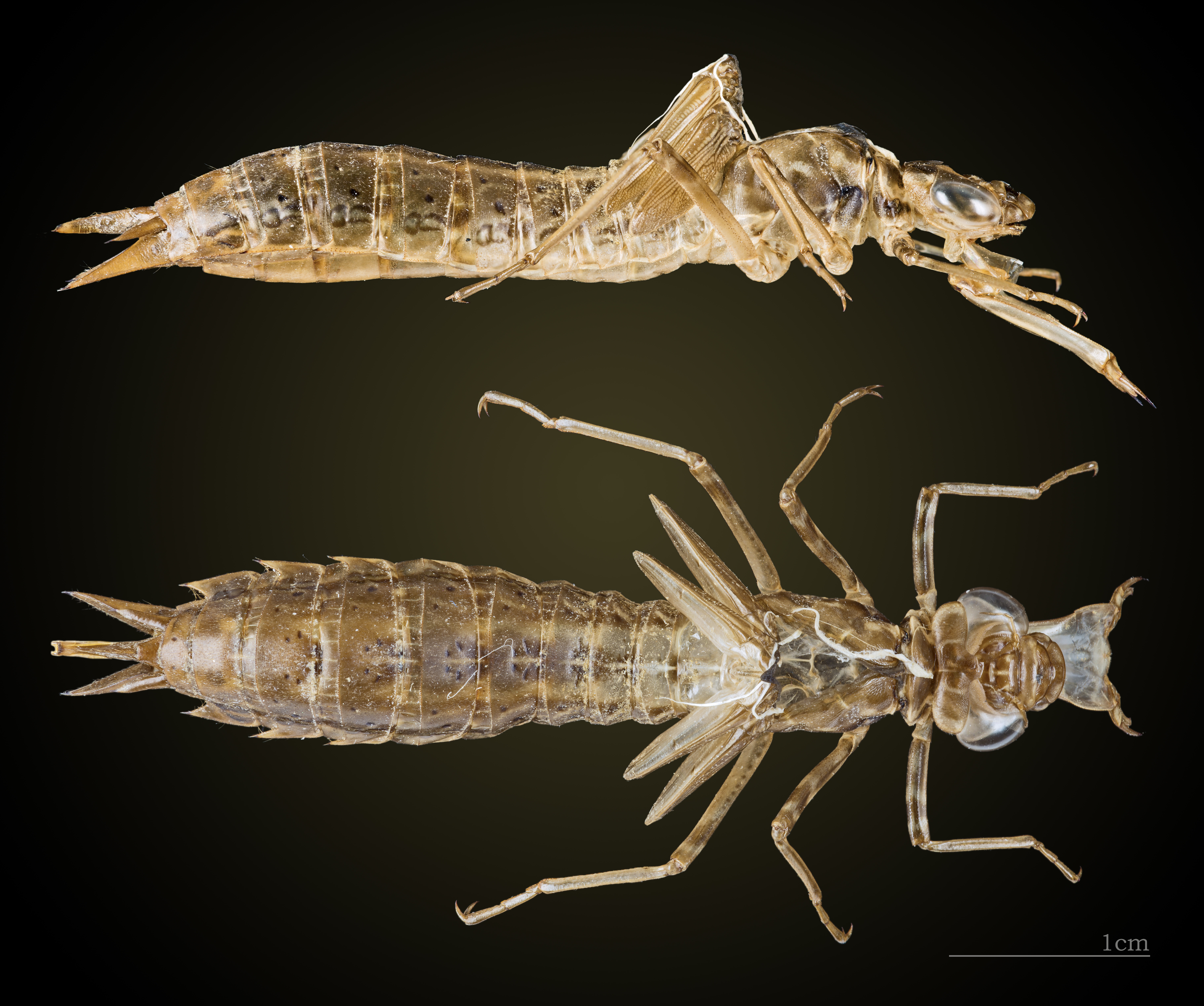
Larva eExuvius Emperor Watcher.

Las larvas de libélula a menudo se llaman ninfas o náyades. En morfología externa, difieren de las libélulas adultas en mayor medida que las larvas de otros grupos de insectos con metamorfosis incompleta, principalmente en la estructura del sistema respiratorio y el aparato bucal. Esto se debe a su estilo de vida acuático, y no terrestre, como en la etapa de desarrollo sexualmente maduro. El cuerpo de las larvas tiene una forma diferente. En representantes de algunos grupos, es muy corto y grueso, completamente diferente al cuerpo de una libélula adulta. En otros grupos, más alargados y esbeltos, más parecidos al cuerpo de una imago, pero siempre más gruesos y cortos que él. 
La cabeza de las larvas de libélula es grande y ancha y, a excepción del aparato bucal, está dispuesta de la misma forma que la de los adultos. Un rasgo característico de la estructura de la cabeza de las larvas de libélula es el aparato oral, que consta de un labio superior no emparejado, mandíbulas superiores emparejadas, mandíbulas inferiores emparejadas y un labio inferior no emparejado.máscara, que es un órgano único de las larvas de libélula. Al capturar presas, se abre rápidamente y se lanza hacia adelante, mientras que los dientes en su extremo frontal perforan profundamente a la víctima. Cuando la máscara está doblada, la presa se acerca a la boca y se mastica con calma. En reposo, la máscara cubre la cabeza desde abajo y (o) desde los lados. Una máscara plana en reposo cubre la boca de la larva solo desde abajo (su placa central es más o menos plana, los lóbulos laterales se encuentran junto con ella en el mismo plano), y la máscara en forma de casco cubre simultáneamente desde arriba, al frente y por debajo, como una visera o pala . Este tipo es típico, por ejemplo, para representantes de los géneros yugo y vigilantes, que agarra presas con grandes dientes móviles en sus lóbulos laterales. El segundo tipo de máscara es característico de las larvas que habitan en el limo, como las de géneros como flatbellies y clubbelly. Estas larvas capturan presas junto con limo, y luego las pequeñas partículas se tamizan a través de una especie de "tamiz" formada por largas cerdas centrales y laterales en la máscara. 
Un rasgo característico de las extremidades de las larvas es la estructura del trocánter: sus músculos no entran en la base del muslo, sino que están unidos a una membrana estirada que sostiene el muslo. Si agarras la larva por la pata, los músculos del trocánter se contraen, lo que provoca una ruptura de la membrana, y el muslo se separa fácilmente de la coxa. En las primeras etapas de desarrollo, las larvas pueden regenerar la extremidad perdida, pero no en las etapas posteriores. Durante la mayor parte de su vida, las larvas de libélula no pueden respirar aire atmosférico y utilizan branquias para respirar, ubicadas al final del cuerpo, que pueden ser internas (rectales) o externas (caudales). En el abdomen de las larvas de la mayoría de las libélulas caballito del diablo (Zygoptera) se desarrollan branquias traqueales caudales, que pueden parecer placas transparentes en forma de hoja o apéndices en forma de cápsula ovalada (en forma de vesícula). En las larvas de libélula (Anisoptera), las branquias traqueales se encuentran en una cámara especial en el recto (branquias rectales), que periódicamente se llena de agua .

## Hipótesis del segundo huevo
En 1628, el médico inglés William Harvey publicó An Anatomical Disquisition on Motion of the Heart and Blood in Animals (en español: Disquisición anatómica sobre el movimiento del corazón y la sangre en los animales). En su escrito, Harvey planteó la hipótesis de que la etapa pupal de los insectos era el resultado de huevos imperfectos.  Mientras que algunos huevos produjeron versiones más pequeñas de insectos totalmente maduros conocidos como ninfas, otros crearon formas intermedias. Así, estas formas intermedias deben pasar por una segunda fase de huevo para llegar a su forma adulta. Esta hipótesis intenta explicar las diferencias de desarrollo entre la metamorfosis hemimetabolous y holometábolous. Según esta explicación, en insectos con una metamorfosis sencilla, se observan los estadios de huevo, ninfa y adulto, y la ninfa es como una especie de segundo huevo. 

## Mitología
En la mitología, las ninfas son diosas menores asociadas a elementos naturales como ríos, bosques o montañas, representadas como a jóvenes bellas y con un fuerte vínculo con la naturaleza. Las ninfas mitológicas personifican aspectos de la naturaleza que están en constante flujo y cambio, como el aigua que fluye, los árboles que crecen o las montañas que se elevan. Estas figuras se ven como entes dinámicos, siempre conectados con la idea de vitalidad y regeneración natural. Estos aspectos conectan el concepto biológico con el concepto mitológico del término.
Las ninfas son divinidades naturales a la mitología griega y romana, veneradas como esperanzas femeninas que habitan las fuentes, los mares (nereidas), los ríos y cuerpos de agua dulce (náyades), los bosques (dríades) y las montañas (oréades). Amistosas con los humanos, no refutaban su amor, y su culto se realizaba al aire libre o en pequeños santuarios llamados nimfeus. A la mitología romana se les asoció con las camenas, las ninfas de las fuentes.
En la època homèrica, las ninfas eran consideradas hembras de Zeus y divinidades secundarias, a las que se realizan plegarias y que pueden llegar a ser temibles. Viven en grutas y se dedican a cantar e hilar. A menudo formaban parte del cortejo de una gran divinidad, especialmente Artemis, o acompañaban a otras ninfas de mayor rango, como las sirvientas de Calipso o Circe. También aparecen como esposas de héroes epónimos de ciudades o regiones, como en las leyendas de Egina y Eaco o Táigete. Intervienen en mitos amorosos, como los de Dafne, Eco o Calisto, y a menudo son amantes de fuerzas masculinas de la naturaleza, como Pan, los pájaros o Príapo. Los grandes dioses rechazaban sus favores, mantenían relaciones con Zeus, Apolo, Hermes o Dioniso. Algunas vegadas, se enamoraban de jóvenes mortales y los raptaban, como es el caso de Hilas.